# 18973 Crouch
18973 Crouch (2000 QJ193) là một tiểu hành tinh vành đai chính được phát hiện ngày 29 tháng 8 năm 2000 bởi nhóm nghiên cứu tiểu hành tinh gần Trái Đất phòng thí nghiệm Lincoln ở Socorro.